# Список замков Литвы
Большинство ранних замков Литвы были деревянными и не сохранились. Те, что сохранились, построены из камня и кирпича начиная с XIII века.
| Изображение | Имя                            | Дата строительства | Расположение   | Текущее состояние   |
| ----------- | ------------------------------ | ------------------ | -------------- | ------------------- |
|             | Замок Балтадварис              | XVI век            | Балтадварис    | Руины               |
|             | Биржайский замок               | 1586 г.            | Биржай         | Восстановлен        |
|             | Дубингский замок               | 1412–1413 гг.      | Дубингяй       | Руины               |
|             | Дворец Вайткушкиса             | XVIII век          | Вайткушкис     | Частично перестроен |
|             | Замок Эйшишкес                 | XV век             | Эйшишкес       | Руины               |
|             | Каунасский замок               | XIV век            | Каунас         | Частично перестроен |
|             | Клайпедский замок              | XIII век           | Клайпеда       | Руины               |
|             | Медницкий замок                | XIII - XIV вв.     | Мядининкай     | Восстановлен        |
|             | Замок Норвилишкес              | XVI век            | Норвилишкес    | Восстановлен        |
|             | Замок Панемуне                 | XVII век           | Витенай        | Частично перестроен |
|             | Замок Раудондварис             | XVII век           | Раудондварис   | Восстановлен        |
|             | Раудонский замок               | XVI век            | Раудоне        | Восстановлен        |
|             | Замок в Рокантишкесе           | XVI век            | Науйойи-Вильня | Руины               |
|             | Замок Сешикай                  | XVI век            | Сиешикай       | Восстановлен        |
|             | Замок Сянейи                   | XIV век            | Сянейи-Тракай  | Руины               |
|             | Тракайский островной замок     | XIV век            | Тракай         | Восстановлен        |
|             | Тракайский полуостровной замок | XIV век            | Тракай         | Частично перестроен |
|             | Вильнюсский замковый комплекс  | XIV век            | Вильнюс        | Частично перестроен |